# Salvia macrosiphon
Salvia macrosiphon es una especie de planta fanerógama de la familia de las lamiáceas.

## Distribución y hábitat
Es originaria de  Irak, Irán, Pakistán, Afganistán, Transcaucasia, y Turquía, donde crece en los bordes de los campos.

## Descripción
Es una planta perenne herbácea con una corola de color blanco  y nuececillas ovadas. Florece en mayo y fructifica desde junio en adelante. Aunque la planta es similar a Salvia spinosa, se diferencia en que tiene hojas más estrechas y  tiene menos cálices fructíferos espinosos, y posee un tubo de la corola más largo.

## Taxonomía
Salvia macrosiphon fue descrita por Pierre Edmond Boissier y publicado en Diagnoses Plantarum Orientalium Novarum, ser. 1, 5: 11. 1844.
Etimología
Ver: Salvia
macrosiphon: epíteto latíno que significa "con tubo largo"
Sinonimia
- Salvia albifrons Nábelek
- Salvia cuspidatissima Pau
- Salvia kotschyi Boiss.
- Salvia macrosiphonia St.-Lag.
- Salvia nachiczevanica Pobed.[5]